# Chamaecyparis
Chamaecyparis este un gen de conifere din familia Cupressaceae.